# Master’s Hammer
Master’s Hammer ist eine tschechische Black-Metal-Band aus Prag.

## Geschichte

### Bandgründung und erste Veröffentlichungen
Die Band wurde 1987 von Studenten der Akademie für Kunst, Architektur und Design Prag unter dem Eindruck der Veröffentlichungen von Bands wie Manowar oder Metallica gegründet. Doch bereits das erste 1987 aufgenommene Demo The Ritual Murder zeigte deutliche Einflüsse aus der ersten Welle des Black Metal, insbesondere von Bathory. Zwar trug die Band einen englischen Namen und das Demo einen englischen Titel, die Texte waren jedoch in tschechisch verfasst. Die Musik stammte von dem Duo Fibiger/Štorm, die Texte aus der Feder von František Štorm, der auch einige lateinische Phrasen verwendete. 1988 und 1989 folgten die Demos Finished und The Mass. Durch den vollständigen Austausch der Rhythmussektion im Jahr 1990 stockte die musikalische Entwicklung der Band, bis mit dem 18-jährigen Bassisten Jindra „Monster“ Sklenar und dem erst 17-jährigen Schlagzeuger Valenta Švarce die Besetzung für das Demo The Fall of Idol vollständig war.
Zwischenzeitlich hatte sich die Band durch sehr viele Live-Auftritte einen guten Ruf in der tschechischen Metal-Szene erworben. Begünstigt durch die Samtene Revolution Ende 1989 und den Fall des Eisernen Vorhangs wurde die Band nun auch außerhalb ihrer Heimat wahrgenommen. 1991 kam Keyboarder Vlasta Voral in die Band, und in dieser Besetzung wurde das Debütalbum Ritual eingespielt. Es erschien Ende des Jahres bei Monitor und erwies sich mit rund 30.000 verkauften Exemplaren als äußerst erfolgreich. Gylve „Fenriz“ Nagell von der norwegischen Band Darkthrone bezeichnet Ritual, wissend um die tschechische Herkunft der Band, dennoch als erstes norwegisches Black-Metal-Album.

### The Jilemnice Occultist
Als kreativer Höhepunkt der Band galt das als „Black-Metal-Operette in drei Akten“ konzipierte Jilemnický Okultista, das die Band 1992 auf eigene Kosten als Demo in einer Auflage von 1.000 Stück aufnahm und das ihnen einen Vertrag bei Osmose Productions einbrachte. Das Label veröffentlichte das Album in einer neueingespielten Version unter dem Titel The Jilemnice Occultist.
Dieses Album ist ein Konzeptalbum mit einer in sich geschlossenen Geschichte über ein Dorf in Böhmen, in welchem die Bewohner sich regelmäßig zu okkulten Ritualen treffen, bis die Ordnungskräfte dem okkulten Treiben ein Ende bereiten. Die Liedtexte sind auf Tschechisch verfasst. Der Stil des Albums wird als „orchestral“ bezeichnet, ist aber weitaus weniger melodisch bzw. episch als der Stil späterer symphonischer Extreme-Metal-Bands wie Cradle of Filth oder Dimmu Borgir. Zur Besetzung gehört ein Paukist, dessen Timpani einen festen Platz im Klang der Band einnimmt. Das Gitarrenspiel dieses Albums orientiert sich vorwiegend am Black Metal der ersten Welle. Lediglich die unglaubwürdige Wendung der Geschichte und das getriggert wirkende Schlagzeug wurden negativ kritisiert. The Jilemnice Occultist gilt zwar als der musikalische Höhepunkt der Band, war aber finanziell weitaus weniger erfolgreich.

### Šlágryund Auflösung der Band
Im Jahr 1995 verließen vier Mitglieder die Band und es bleiben nur noch František Štorm und Vlasta Voral übrig. Die beiden Musiker konzentrierten sich mehr auf die Arbeit im eigenen „Elfenbein-Studio“ und traten als Live-Band nicht mehr auf. Es erschien 1996 Šlágry, das mit dem symphonischen Black Metal der vorhergehenden Veröffentlichungen brach und sich in Richtung elektronischer Musik orientierte. Es folgten in den nächsten Jahren verschiedene Samplerbeiträge und Demo-Singles, die weitgehend keine Beachtung fanden, sodass 2003 die verbliebenen Mitglieder Master’s Hammer für endgültig beendet erklärten.

### Wiedervereinigung
2009 wurde Jilemnický Okultista zusammen mit Ritual von Nuclear War Now! Productions wiederveröffentlicht; die Band selbst war an der Wiederveröffentlichung nicht beteiligt und bezeichnet sie auf mastershammer.com als Bootleg. Yosuke Konishi von Nuclear War Now! Productions versicherte im Forum seines Labels, die LPs mit Erlaubnis von Osmose Productions veröffentlicht zu haben. Im Dezember 2009 veröffentlichte die Band ein neues Album unter dem Titel Mantras. Seit 2013 veröffentlicht die Band ihre Tonträger auf dem bandeigenen Label Jihosound.
In einem Interview 2010 schloss die Band zwar zukünftige Live-Auftritte aus, spielt aber seit 2017 wieder Live, so u. a. auf dem Party.San 2018.

## Texte und Ideologie
Die Band behandelt black-metal-typisch okkulte Themen und widmete das Lied Útok vom Debütalbum Ritual Anton Szandor LaVey. Auf den Eindruck des Rock-Hard-Redakteurs Wolf-Rüdiger Mühlmann, dass die Band sich auf humorvolle Weise mit der Thematik auseinandersetze, antwortete Štorm:

„Humor ist ein Vitamin für die Gesundheit. Aber wir nehmen den Kern der Sache sehr ernst. Wir mögen es nicht, nur so zu tun und etwas zu kopieren. Wir singen über ehrliche Gefühle, und alle Texte haben einen seriösen Hintergrund.“

## Bedeutung
Øystein „Euronymous“ Aarseth von Mayhem äußerte 1992 gegenüber Bård „Faust“ Eithuns Fanzine Orcustus Interesse an einer künftigen Zusammenarbeit seines Labels Deathlike Silence Productions mit Master’s Hammer, zu der es jedoch nie kam. Gylve „Fenriz“ Nagell von Darkthrone, Per „Hellbutcher“ Gustavsson von Nifelheim oder Adam „Nergal“ Darski von Behemoth zählen Master’s Hammer zu ihren Lieblingsbands. Auf der 2008 erschienenen EP Ezkaton coverten Behemoth das Stück Jama Pekel. Dolk, Sänger von Kampfar, sagte in einem Interview, dass Master’s Hammer zu den Bands gehörte, die ihn in Verbindung mit dem Black Metal brachten, Alan „Naihmass Nemtheanga“ Averill von Primordial zählte die Band zu einer seiner Inspirationsquellen. Auch Grand Belial’s Key zählten die Musik von Master’s Hammer zu ihren Einflüssen.
Die Band gilt als „ein Urgestein des Black Metal“ und zählt „zu den exzentrischsten Vertretern“ desselben in den frühen 1990er Jahren, wurde aber erst in den späten 2000er Jahren stärker rezipiert. Das Rock Hard zählt Ritual zu den „250 Black-Metal-Alben, die man kennen sollte“. und The Jilemnice Occultist zu den 25 bedeutendsten Black-Metal-Alben.

## Diskografie
- The Ritual Murder (Demo 1987)
- Finished (Demo 1988)
- The Mass (Demo 1989)
- Live in Zbraslav (Livetape 1989)
- The Fall of Idol (Demo 1990)
- Ritual (1991, Monitor; Wiederveröffentlicht 1994 von Osmose Productions)
- Klavierstück (1991, EP, Poserslaughter)
- Jilemnický Okultista (Demo 1992)
- The Jilemnice Occultist (1992, Osmose Productions)
- Šlágry (1996, Kron-H)
- Mantras (2009, Eigenproduktion)
- Vracejte konve na místo (2012, Eigenproduktion)
- Transgalaktický řezník/Barva kosmu (Single, 2012, Eigenproduktion)
- BLMH 7" split SP 2013 (Split mit Blackosh, 2013, Jihosound)
- BLMH 7" split SP 2014 (Split mit Blackosh, 2014, Jihosound)
- Vagus Vetus (2014, Jihosound)
- Formulæ (2016, Jihosound)
- Fascinator (2018, Jihosound)